# Raffaella Rumiati
Raffaella Ida Rumiati (Stienta, 14 aprile 1961) è una neuroscienziata italiana.

## Biografia
Dopo essersi iscritta all'Università di Bologna, nel 1990 si è laureata in filosofia ad indirizzo psicologico con una tesi di psicologia sperimentale sulla memoria dei luoghi. Proseguendo negli studi, ha condotto delle ricerche scientifiche presso la Facoltà di psicologia dell'Università di Birmingham sotto la supervisione di Glyn Humphreys e nel 1995 ha conseguito il dottorato di ricerca all'Università di Bologna con una tesi sulla relazione tra oggetti, parole e azioni. Nel novembre dello stesso anno è entrata in qualità di ricercatrice alla Scuola Internazionale Superiore di Studi Avanzati (SISSA) di Trieste nel laboratorio di Tim Shallice.
Nel dicembre 2003 è stata designata professoressa associata fino al 2011, anno in cui è divenuta professoressa straordinaria; dal dicembre 2014 è professoressa ordinaria presso la SISSA, dove è altresì coordinatrice del dottorato di ricerca in neuroscienze cognitive.
Nel novembre 2015 è stata nominata vicepresidentessa dell'Agenzia nazionale di valutazione del sistema universitario e della ricerca.

### Ricerca
La sua attività di ricerca si rivolge prevalentemente alle basi neurali delle funzioni cognitive nell'uomo, alla relazione tra sistema motorio e cognizione, al processo decisionale in ambito economico e alla rappresentazione neurale delle conoscenze sociali.

## Opere
- Raffaella Rumiati, Donne e uomini, Bologna, il Mulino, 2010, ISBN 978-88-15-13696-1.